# رانهیل
رانهیل (انگلیسی: Ranhill) شرکت آب مالزیایی است، که در سال ۱۹۵۵ تأسیس شد.